# Абдурахманов, Пулат Маджидович
Пулат Маджитович Абдурахманов (узб. Po‘lat Madjitovich Abduraxmonov; род. 3 мая 1940, Самаркандская область, Узбекская ССР, СССР) — советский и узбекский государственный и партийный деятель, экономист. Первый хоким Самаркандской области (1992—1995). Кандидат экономических наук (1978).

## Биография

### Образование
В 1964 окончил Харьковский автодорожный институт (ныне Харьковский национальный автомобильно-дорожный университет). 
В 1978 окончил Академию общественных наук при ЦК КПСС (до 2010 — Российская академия государственной службы, позже упразднена и присоединена к РАНХиГС).
В 1978 там же защитил диссертацию на соискание учёной степени кандидата экономических наук. Тема диссертации: «Проблемы повышения эффективности инженерно-технического труда в условиях развитого социализма».

### Трудовая деятельность
В возрасте 17-ти лет, в 1957 году, получил должность электромонтера на хлопкозаводе. В 1964 служил в армии. В 1965 году получил должность директора авторемонтного завода. В период с 1972 по 1985 год был 2-м секретарем Самаркандского областного комитета КП Узбекистана, а в 1986 году Пулат Маджитович стал заведующим Центрального комитета КП Узбекистана. В 1988 году получил должность Председателя Ташкентского облисполкома.
В январе 1992 года президент Узбекистана Ислам Каримов назначил Пулата Абдурахманова хокимом Самаркандской области и он занимал эту должность до ноября 1995 года.

## Научная деятельность
В 1978 Абдурахманов Пулат Маджитович опубликовал Инженерно-технический труд и повышение его эффективности.